# She's Out of My League
She's Out of My League is een Amerikaanse filmkomedie uit 2010 onder regie van Jim Field Smith. 
De film werd genomineerd voor een Teen Choice Award in de categorie beste komedie.

## Verhaal
Kirk Kettner (Jay Baruchel) heeft het op zich prima naar zijn zin in zijn leven, maar heeft geen heel hoge pet op van zichzelf. Hij heeft een middelmatige baan en vindt zichzelf niet erg knap. Zijn vrienden Stainer (T.J. Miller), Devon (Nate Torrence) en Jack (Mike Vogel) hebben het beste met hem voor, maar bevestigen hem in zijn zelfbeeld. Ieder van hen heeft zich ingeschaald op een ranglijst van aantrekkelijkheid en is ervan overtuigd dat hij geen vrouw uit een veel hogere schaal kan krijgen dan die waartoe hijzelf behoort. De vrienden hebben dagelijks de kans om in overleg in te schatten wie ze allemaal wel of niet kunnen krijgen omdat ze allemaal samen op een vliegveld werken. Devon is weliswaar als enige getrouwd én hondstrouw, maar doet hier graag aan mee en loopt iedere keer dat een 'te hoge' vrouw met hem flirt op wolken.
Op een dag komt Molly McCleish (Alice Eve) aan op het vliegveld. Bij zo'n beetje alle aanwezige mannen begint het testosteron te gieren, wat zich uit in hun gedragingen. Alleen Kirk blijft haar beleefd en correct behandelen. Molly vergeet niettemin haar mobiele telefoon mee te nemen, die bij Kirk achterblijft. Wanneer ze daarachter komt, belt haar vriendin Patty (Krysten Ritter) naar Molly's telefoon. Kirk neemt op en spreekt met Molly af dat hij haar telefoon de volgende avond na zijn werk langs komt brengen. Stainer vertelt hem dat hij zich geen illusies moet maken, omdat Molly 'een 10' is en Kirk 'een 5'. Kirk is het met hem eens.
Wanneer Kirk de volgende avond de telefoon terug gaat brengen op een feestje dat Molly organiseert, valt zij definitief voor hem. Op haar uitnodiging om samen met een vriend, haar en Patty naar een ijshockeywedstrijd te gaan, gaat hij graag in. Hij denkt niet dat hij enige kans maakt bij Molly, maar is gek op ijshockey. Zonder zichzelf enige druk op te leggen omdat hij toch niets verwacht, blijkt tijdens de wedstrijd dat Molly en hij heel goed klikken. Patty overtuigt Kirk er ter plaatse van dat Molly toch echt voor hem valt.
Kirk en Molly beginnen een romance, maar alles en iedereen in haar leefwereld geeft Kirk het gevoel dat hij eigenlijk niet goed genoeg is voor Molly. Niet wat betreft uiterlijk, niet wat betreft status en niet wat betreft toekomstperspectief. Zijn vrienden kunnen zich ook moeilijk voorstellen dat de relatie stand gaat houden, omdat 'een 5' in hun theorie nooit iets hogers dan 'een 7' kan krijgen. Ze doen er niettemin alles aan om Kirk te helpen.

## Rolverdeling
| - Jay Baruchel - Kirk Kettner - Alice Eve - Molly McCleish - T.J. Miller - Stainer - Mike Vogel - Jack - Nate Torrence - Devon - Lindsay Sloane - Marnie - Kyle Bornheimer - Dylan - Jessica St. Clair - Debbie - Krysten Ritter - Patty | - Debra Jo Rupp - Mrs. Kettner - Adam LeFevre - Mr. Kettner - Kim Shaw - Katie - Jasika Nicole - Wendy - Geoff Stults - Cam - Hayes MacArthur - Ron - Andrew Daly - Mr. Fuller - Sharon Maughan - Mrs. McCleish - Trevor Eve - Mr. McCleish |

## Trivia
- De ouders van Molly (Alice Eve) worden gespeeld door actrice Eve's echte ouders, Trevor Eve en Sharon Maughan.
- Het afspraakje tussen Kirk en Molly bij een ijshockeywedstrijd, is gefilmd tijdens een daadwerkelijke NHL-wedstrijd tussen de Pittsburgh Penguins en de New York Islanders.